# István Fekete
István Fekete (n. 25 ianuarie 1900, Gölle – d. 23 iunie 1970, Budapesta) a fost un scriitor maghiar. Acesta a scris mai multe romane pentru tineret, dar și povești cu animale.

## Recunoaștere
Poate că el este cel mai bine cunoscut pentru romanele Tüskevár ("Thorn Castelul", 1957) despre vacanta de vara a doi băieți de oraș , la colțul de lacul Balaton și a râului Zala, experiențele lor, aventuri, contact cu natura în forma sa reală. Ei sunt ajutați de către un om bătrân în călătoria lor treptată cu masculinitate. Acest roman a fost distins cu Premiul Attila József în 1960, a fost făcută într-un film din 1967  și a fost votat ca al 8-lea cel mai plăcut roman din Ungaria. Continuarea sa, a fost Téli berek ("Iarna în pădure", 1959).